# Bitwa o Nabi Samuil
Bitwa o Nabi Samuil – bitwa stoczona podczas wojny domowej w Mandacie Palestyny. Walki były toczone o położoną na północ od Jerozolimy arabską wieś An-Nabi Samu’il. W ramach operacji Jewusi w dniu 23 kwietnia 1948 roku siły żydowskiej Hagany podjęły nieudaną próbę odblokowania enklawy osiedli Atarot i Newe Ja’akow. Był to także pierwszy raz, gdy siły żydowskie przekroczyły granice podziału Mandatu Palestyny wyznaczone przez rezolucję Zgromadzenia Ogólnego ONZ nr 181. Atak zakończył się niepowodzeniem. Była to jedna z najcięższych porażek żydowskich sił uderzeniowych Palmach podczas tej wojny.

## Tło wydarzeń
Wieś An-Nabi Samu’il jest położona na szczycie wzniesienia o wysokości 884 metrów n.p.m., które wchodzi w skład wzniesień zamykających od północy płaskowyż Jerozolimy. Przyjęta 29 listopada 1947 roku Rezolucja Zgromadzenia Ogólnego ONZ nr 181 zakładała, że na terenie byłego Mandatu Palestyny miały powstać dwa państwa (żydowskie i arabskie) oraz mała międzynarodowa strefa obejmująca Jerozolimę i Betlejem. Strefa międzynarodowa miała pozostawać poza granicami obu państw i być zarządzana przez Narody Zjednoczone, które stawały się gwarantem bezpieczeństwa wszystkich świętych miejsc chrześcijaństwa, islamu i judaizmu w obu miastach. Wieś An-Nabi Samu’il miała znaleźć się w państwie arabskim. Społeczność żydowska zaakceptowała plan podziału Palestyny, jednak Arabowie odrzucili go i dzień później doprowadzili do wybuchu wojny domowej w Mandacie Palestyny. Od samego początku, walki o Jerozolimę stanowiły najważniejszą część wojny. Siły arabskie zablokowały linie zaopatrzeniowe prowadzące z nadmorskiej równiny Szaron do Jerozolimy, ale także odcięły żydowskie enklawy położone wokół miasta. Na północy znajdowała się enklawa osiedli Atarot i Newe Ja’akow, na południu enklawa bloku osiedli Gusz Ecjon, a nad Morzem Martwym znajdowały się odcięte kibuce Bet ha-Arawa i Kalja. Dowództwo żydowskiej organizacji paramilitarnej Hagany zdecydowanie odrzuciło propozycje ewakuowania tych enklaw i rozpoczęło przygotowania do udzielenia im pomocy. W następstwie operacji Nachszon (5-12 kwietnia 1948) i operacji Harel (16-20 kwietnia 1948) zabezpieczono na pewien czas Jerozolimę w potrzebne towary. Jednak najważniejszym było przerzucenie do miasta elitarnej uderzeniowej Brygady „Harel”. Kolejne działania postanowiono przenieść w północne obszary Jerozolimy. W pierwszej fazie przygotowywanej operacji Jewusi planowano podbić arabskich mieszkańców żyjących w północno-wschodniej części miasta – zajęte miały być arabskie osady An-Nabi Samu’il, Bajt Iksa i Szu’afat, aby w ten sposób otworzyć linię komunikacyjną z położoną na północy enklawą osad Newe Ja’akow i Atarot. W ten sposób w północnej części miasta powstałaby jednolita linia obrony, która umożliwiłaby rozpoczęcie drugiej fazy operacji. Planowano w niej zająć arabską dzielnicę Asz-Szajch Dżarrah i otworzyć drogę do enklawy na Górze Skopus. Działania te wzmocniłyby obronę linii komunikacyjnej prowadzącej do Newe Ja’akow i Atarot, a także zabezpieczyłaby Jerozolimę przed spodziewanym natarciem jordańskiego Legionu Arabskiego od północnego wschodu. W ten sposób nastąpiłoby scalenie izolowanych żydowskich enklaw w jednolity obszar, który byłoby łatwiej bronić. Równocześnie Jerozolima byłaby lepiej zabezpieczona przed arabską agresją od strony Ramallah i Jerycha. Wszystkie działania miały być przeprowadzone bez konfrontacji z brytyjską armią, tak synchronizując kolejne kroki, aby przejmować stanowiska opuszczane przez Brytyjczyków, zanim dotrą tam jordańscy żołnierze Legionu Arabskiego. Do przeprowadzenia operacji wyznaczono Brygadę „Harel”. Jej żołnierze odmówili jednak służenia pod rozkazami Dawida Sze’alti’ela, i dowództwo operacji przejął Jicchak Sade.

## Układ sił

### Strona arabska
W samej wiosce An-Nabi Samu’il znajdowały się stosunkowo niewielkie siły arabskich milicji, jednak w pobliżu stacjonowały duże jednostki operacyjne Arabskiej Armii Wyzwoleńczej.

### Strona żydowska
Do przeprowadzenia natarcia na An-Nabi Samu’il wyznaczono Brygadę Harel, której dowódcą był Icchak Rabin. Przyjmował ona rozkazy i odpowiadał wyłącznie przed dowództwem Palmach. 5 Batalion „Sza’ar ha-Gaj” pod dowództwem Menachema Rusk otrzymał zadanie zajęcia wioski Szu’afat, przez którą przechodziły strategiczne linie komunikacyjne w regionie. Natomiast 4 Batalion „Burglars” otrzymał najtrudniejsze zadanie opanowania wiosek An-Nabi Samu’il i Bajt Iksa, co otworzyło by drogę do izolowanej żydowskiej enklawy. Zadania podzielono w następujący sposób: Kompania C dowodzona przez Motke Ben-Porata miała zdobyć położoną na południe od głównego celu wieś Bajt Iksa. Równocześnie Kompania A dowodzona przez Uri Ben Ari miała zablokować arabskie posiłki na północ od Szu’afat, a dowodzona przez Haima Poznańskiego Kompania B miał zająć przyczółek w An-Nabi Samu’il. W tym samym czasie, od strony Bajt Iksa miały nadejść główne siły Kompanii D pod dowództwem Micah Perry, który przy wsparciu moździerza miały zająć Nabi Samuel. W rejonie żydowskiej enklawy Atarot i Newe Ja’akow znajdowało się około 150 żołnierzy Brygady „Ecjoni”, jednak z powodu konfliktu między Dawidem Sze’alti’elem a Jicchakiem Sede, nie było między nimi żadnej współpracy. Żołnierze nie przeprowadzili żadnych działań zaczepnych, ani nie podjęli próby udzielenia pomocy podczas natarcia.

## Przebieg bitwy
Operacja Jewusi rozpoczęła się w nocy z 22 na 23 kwietnia 1948. 5 Batalion pod osłoną ciemności zaatakował wieś Szu’afat i po krótkiej walce zdobył ją. Niemal natychmiast po tym, Kompania A 4 Batalionu zajęła pozycje na północ od osady, blokując w ten sposób nadejście arabskich posiłków.
Równocześnie z rejonu wioski Al-Kastal rozwinięto główne natarcie w kierunku północno-wschodnim. Przy głównej drodze z Jerozolimy na nadmorską równinę rozlokował się sztab dowództwa 4 Batalionu Josefa Tabenkina. Kompania D zablokowała boczne polne drogi i oczekiwała na rozkaz włączenia się do walki. Natomiast Kompania C pod osłoną nocy wyruszyła w stronę wioski Bajt Iksa. Nie było mgły, jednak wystąpiły pewne trudności w orientacji w terenie i atak na wieś rozpoczął się z opóźnieniem.  Po krótkim ostrzale moździerzowym wieś z łatwością zajęto. Kompania C składała się najbardziej doświadczonych żołnierzy 4 Batalionu. W międzyczasie Kompania B opuściła już Szu’afat i pod osłoną ciemności nocy zajęła pozycje u podnóża wzgórza wioski An-Nabi Samu’il. Dowódca batalionu zdawał sobie sprawę z opóźnienia – Kompania D nie była w stanie udzielić wsparcia w ataku na An-Nabi Samu’il. Tabenkin wiedział także, że w skład Kompanii B wchodzili zupełnie nowi żołnierze – byli to najczęściej nowo przybyli imigranci, którym brakowało jeszcze doświadczenia na polu walki. Dowodzili nimi doświadczeni oficerowie, było to jednak za mało i razem stanowiło dużą słabość. Dodatkowo, nadchodzący świt powodował, że atakujący żołnierze byli dobrze widoczni i stanowili łatwy cel dla obrońców. Z tych powodów Tabenkin wydał rozkaz odwołania ataku na An-Nabi Samu’il. Z nie do końca jasnych przyczyn rozkaz ten nie został wykonany (być może nie dotarł – istnieją rozbieżne relacje).
Tymczasem Arabowie przeprowadzili kontratak na wieś Bajt Iksa, który całkowicie zaskoczył żydowskich żołnierzy. Musieli oni wycofać się, ponosząc przy tym straty. Odgłosy walki w Bajt Iksa zaalarmowały siły arabskie w całej okolicy. W rezultacie, gdy Kompania B rozpoczęła szturm na An-Nabi Samu’il, napotkała na dobrze zorganizowaną obronę. Pomimo to, zdołali oni zająć sześć domów, zdobywając przyczółek we wsi. W tej sytuacji Tabenkin podjął decyzję o szybkim wysłaniu posiłków. Kompania D, wykorzystując pojazdy pojechała na zachód do kibucu Kirjat Anawim, a następnie wykręciła na północ do sąsiedniego kibucu Ma’ale ha-Chamisza, aby przez wzgórze Giwat ha-Radar dotrzeć do An-Nabi Samu’il. Pojazdy zostały jednak zablokowane przez usypane na drodze przez Arabów stosy kamieni. Gdy żołnierze zaczęli usuwać blokadę, zostali zaatakowani przez siły arabskich milicji (stanowili oni jednostkę pomocniczą Legionu Arabskiego, strzegącą wzgórza Giwat ha-Radar). Podczas starcia większość sił kompanii wycofała się, pozostawiając na polu bitwy odcięte załogi czterech pojazdów opancerzonych. Tymczasem, podczas walk w An-Nabi Samu’il zginął dowódca Kompanii B oraz jego zastępca. Pozostali żołnierze poszli w rozproszenie, i zamiast kontynuować natarcie, rozpoczęli niezorganizowany odwrót. Ta błędna decyzja spowodowała tylko powiększenie liczby strat. Konsekwencją porażki była decyzja wycofania się ze zdobytej wsi Szu’afat, która wobec niepowodzenia natarcia nie przedstawiała żadnej wartości. Żołnierze 5 Batalionu wycofując się, wysadzili część domów wioski. Żołnierze 4 Batalionu musieli także opuścić zajętą wcześniej wieś Bajt Surik. W ten sposób pierwsza faza operacji Jewusi zakończyła się niepowodzeniem. W bitwie o An-Nabi Samu’il zginęło 44 żołnierzy żydowskich, a 88 zostało rannych. Strona arabska straciła 15 zabitych i zdołała utrzymać swoje pozycje.

## Reakcje i następstwa
Była to jedna z najcięższych porażek Palmach podczas tej wojny. Bardzo mocno osłabiła ona morale żołnierzy Brygady „Harel”. Decyzje dowódców zostały poddane bardzo silnej krytyce, obniżając dyscyplinę i osłabiając w ten sposób skuteczność ich dowodzenia w brygadzie. Musiała ona jednak bardzo szybko zmobilizować się, gdyż jeszcze w tym samym tygodniu wzięła udział w kolejnych walkach operacji Jewusi. Najpoważniejszą konsekwencją przegranej było pozostanie obszaru An-Nabi Samu’il i Wzgórza Radar w rękach arabskich – do 1967 roku pozostawały one pod kontrolą Jordanii. Natomiast żydowska enklawa na północy miasta musiała zostać ewakuowana i upadła.